# Умершие в апреле 1999 года
Это список известных людей, соответствующих установленным критериям значимости (см. Википедия:Критерии значимости персоналий), умерших в апреле 1999 года.
Причина смерти указывается лишь в исключительных случаях (убийство, самоубийство, гибель в результате военных действий, смертная казнь, ДТП или несчастные случаи). В остальных случаях — не указывается.
- 1 апреля — Василий Симон (78) — Герой Советского Союза.
- 2 апреля — Феликс Чуев (57) — советский поэт, писатель, публицист.
- 3 апреля — Афанасий Локтионов (82) — Герой Советского Союза.
- 3 апреля — Алдона Нененене (49) — советская гандболистка, заслуженный мастер спорта.
- 3 апреля — Фёдор Сербин (79) — Герой Советского Союза.
- 4 апреля — Анна Горенко (27) — русскоязычная израильская поэтесса; передозировка героина.
- 4 апреля — Василий Доброрез (82) — Герой Советского Союза.
- 4 апреля — Жумабек Ибраимов (56) — киргизский политик.
- 6 апреля — Геннадий Карпенко (49) — белорусский политик, мэр города Молодечно, вице-спикер Верховного Совета страны[1]. Архивная копия от 18 июня 2009 на Wayback Machine
- 7 апреля — Арон Вергелис (80) — еврейский (идиш) прозаик, поэт, публицист, редактор, общественный деятель.
- 9 апреля — Анатолий Гуринович (75) — советский дипломат, Чрезвычайный и Полномочный Посол.
- 10 апреля — Николай Пряничников — Герой Советского Союза.
- 10 апреля — Виталий Раков (89 или 90) — инженер-железнодорожник, учёный, автор книг по истории локомотивостроения.
- 10 апреля — Фатафехи Туипелехаке (77) — тонганский государственный деятель, премьер, затем — премьер-министр Королевства Тонга.
- 11 апреля — Цви Грилихес (68) — американский экономист еврейского происхождения.
- 11 апреля — Николай Кирсанов (78) — советский и российский учёный-механик, доктор технических наук, профессор.
- 11 апреля — Вениамин Ситников (72) — Герой Советского Союза.
- 12 апреля — Виктор Попов (76) — российский журналист и писатель.
- 13 апреля — Ортвин Сарапу (75) — новозеландский шахматист; международный мастер.
- 14 апреля — Эллен Корби (87) — американская актриса, номинантка на премию «Оскар», наиболее известная по роли бабушки Уотон в телесериале «Уолтоны», за которую она получила три премии «Эмми».
- 14 апреля — Мария Куликова (82) — помощник мастера фабрики им. Ф. Э. Дзержинского города Иванова, Герой Социалистического Труда.
- 14 апреля — Никола Труссарди (56) — знаменитый итальянский модельер; автокатастрофа.
- 14 апреля — Николай Торик (93) — советский военачальник, вице-адмирал.
- 15 апреля — Пётр Зюзин (76) — участник Великой Отечественной войны, Герой Советского Союза.
- 15 апреля — Харви Постлтуэйт (55) — британский инженер, доктор технических наук, технический директор нескольких команд Формулы-1; сердечный приступ.
- 16 апреля — Александр Зенин (77) — советский военный лётчик, полковник Советской Армии, участник Великой Отечественной войны. Герой Российской Федерации (1994).
- 16 апреля — Александр Коваль-Волков (72) — русский советский поэт.
- 19 апреля — Николай Мелашенко (81) — лейтенант Рабоче-крестьянской Красной Армии, участник Великой Отечественной войны, Герой Советского Союза.
- 19 апреля — Владимир Устинович (89) — советский воздухоплаватель.
- 20 апреля — Анна Клас (87) — пианистка и педагог.
- 20 апреля — Эрик Харрис (18) и Дилан Клиболд (17) — два одиннадцатиклассника, которые устроили массовое убийство в школе «Колумбайн»; совершили самоубийство на месте преступления.
- 21 апреля — Пётр Шумейко (87) — участник Великой Отечественной войны, Герой Советского Союза.
- 22 апреля — Гермина Браунштайнер (79) — надзирательница концентрационных лагерей.
- 23 апреля — Александр Маркевич (94) — выдающийся украинский зоолог.
- 23 апреля — Михаил Мартыненко (73) — участник Великой Отечественной войны, Герой Советского Союза.
- 24 апреля — Александр Степанов (73) — участник Великой Отечественной войны, Герой Советского Союза.
- 25 апреля — Майкл Килланин (84) — шестой президент Международного олимпийского комитета (1972—1980).
- 27 апреля — Иван Павловский (90) — участник Великой Отечественной войны, Герой Советского Союза.
- 27 апреля — Владимир Царский (76) — советский исполнитель песен.
- 28 апреля — Артур Шавлов (77) — американский физик, лауреат Нобелевской премии (1981).
- 28 апреля — Альф Рамсей (79) — английский футболист (правый защитник) и тренер; под его руководством сборная Англии выиграла чемпионат мира 1966 года.
- 28 апреля — Родерик Торп (62) — американский писатель. Автор многих детективов.
- 29 апреля — Михаил Прокофьев (88) — химик-органик.